# ثيودور د. داي
ثيودور د. داي (بالإنجليزية: Theodore D. Day)‏ هو سياسي أمريكي، ولد في 20 أبريل 1917 في نيويورك في الولايات المتحدة، وتوفي في 22 ديسمبر 2003. حزبياً، نشط في الحزب الجمهوري. وقد انتخب عضو جمعية ولاية نيويورك وانتخب عضو مجلس ولاية نيويورك.